# La bière du Démon
La bière du Démon is een Frans bier dat sinds 2017 gebrouwen wordt bij Brasserie Goudale in Arques (Pas-de-Calais) (voorheen bij Brasserie de Gayant te Douai).
Het bier wordt gebrouwen sinds 1981 en was toen een belangrijke mededinger voor het bier met het hoogste alcoholpercentage ter wereld. Alhoewel de brouwerij het bier nog altijd promoot als sterkste lager ter wereld, bracht onder andere de plaatselijke rivaal Brasserie Grain d'Orge het bier Belzebuth Pur Malt op de markt met een alcoholpercentage van 15% (inmiddels teruggebracht tot 13%).

## Varianten
- La biére du Demon 12°, barley wine, een amberkleurig bier met een alcoholpercentage van 12°.[2]
- La bière du Démon 16°, blond bier met een alcoholpercentage van 16°.[3]